# Joël Wakanumuné
Joël Wakanumuné (Nouméa, 30 settembre 1986) è un calciatore francese, centrocampista del Magenta e della Nazionale neocaledoniana.

## Carriera

### Club
Comincia a giocare al Le Mons-Dore. Nel 2005 passa allo Stade Poitevin. Nel 2006 si trasferisce al Nevers Football. Nel 2008 viene acquistato dal Le Mons-Dore. Nell'estate 2009 passa allo Jura Sud. Nel gennaio 2010 si trasferisce all'Imphy-Decize. Nel 2011 passa allo Chambéry. Nel 2014 si trasferisce all'Pays d'Aix. Nel 2016 viene acquistato dal Magenta.

### Nazionale
Ha debuttato in Nazionale il 27 agosto 2011, in Nuova Caledonia-Vanuatu (5-0). Ha messo a segno la sua prima rete con la maglia della Nazionale il 30 agosto 2011, in Nuova Caledonia-Guam (9-0). Ha partecipato, con la Nazionale, alla Coppa delle nazioni oceaniane 2012 e alla Coppa delle nazioni oceaniane 2016.